# 吉爾尼茨河
49°43′43″N 12°12′11″E / 49.72861°N 12.20306°E
吉爾尼茨河是德國的河流，位於該國東南部，由巴伐利亞負責管轄，屬於弗洛斯河的左支流，河道全長11.8公里，發源自瓦爾德圖恩，河口處在施特恩施泰因。